# Astragalus rubrocalycinus
Astragalus rubrocalycinus är en ärtväxtart som beskrevs av Maassoumi och Dieter Podlech. Astragalus rubrocalycinus ingår i släktet vedlar, och familjen ärtväxter. Inga underarter finns listade i Catalogue of Life.